# 加藤隆則
加藤 隆則（かとう たかのり、1962年 - ）は、日本のジャーナリスト、ノンフィクション作家。

## 経歴
1962年東京都生まれ。早稲田大学政治経済学部卒業。
1986年から2年間、北京で語学留学。
1988年読売新聞社に入社。東京本社社会部で司法、皇室などの担当を経て2005年7月から2011年3月まで上海支局長。同年6月から2013年8月まで中国総局長、同年9月から中国駐在編集委員を務めた後退社。
2016年9月から2022年7月まで広東省・汕頭大学新聞学院教授。
2022年11月から雲南省・昆明文理学院日本語教師。
現在はジャーナリスト。NPO法人日中独創メディア理事長。

## 主な著書
- 習近平の政治思想「虹」と「黄」の正統（勉誠出版）
- 習近平暗殺計画 スクープはなぜ潰されたか（文藝春秋）
- 上海36人圧死事故はなぜ起きたのか（文藝春秋）
- 習近平の密約（文春新書）※竹内誠一郎との共著
- 「反日」中国の真実（講談社現代新書）
- 中国社会の見えない掟 潜規則とは何か（講談社現代新書）[3]